# Anemone narcissiflora
Anemone narcissiflora is een meerjarige, kruidachtige plant uit de ranonkelfamilie (Ranunculaceae). 
In de Alpen komt de plant op vochtige en schaduwrijke bergweiden voor. 
De plant is in de Alpen een relict uit de ijstijd. Op bepaalde standplaatsen is de soort betrekkelijk algemeen, maar wel beschermd.

## Botanische beschrijving
De plant wordt 20-50 cm hoog en heeft een behaarde, rechtopgaande stengel. De witte bloemen verschijnen hieraan in schermen van drie tot acht stuks. De plant bloeit van maart tot mei. Soms zijn de bloembladen rood doortrokken. Onder het bloemscherm bevinden zich drie ongesteelde vingervormig ingesneden schutbladen. Zoals bij alle anemoon-soorten zijn de schutbladeren drie tot vijfvoudig gedeeld.
De nootjes zijn gesnaveld.

## Voorkomen
De plant is algemeen op weiden in de Alpen en is ook in rotsspleten en kloven te vinden. In de regel treft men haar aan op hoogten tussen 700 en 2500 m. Het zijn kalkminnende planten. Naast de Alpen komt de plant in Europa ook voor in de Jura, de Vogezen en de Sudeten.